# 倚天碼
倚天碼，或稱倚天擴充字集，是台灣倚天公司於1980年代開發的中文內碼，現已無人使用。
倚天碼是台灣1980年代「萬碼奔騰」時期產物之一，所收符號與字和Big5碼大致相同，但排列次序不同（同時期類似的還有通用碼、公會碼、王安碼、IBM 5550碼等等），亦另外支援倚天字、日文假名、西里爾字母等字符。倚天碼好處是其首位元組（Lead Byte）避開DOS（半形）畫圖符號，使得可與之共存，不會產生亂碼。雖然有此優點，但其與Microsoft Windows使用的代碼頁950不兼容；Windows盛行亦使圖像介面成為主流，倚天碼連同文字介面逐漸為人棄用。

## 另見
- 許功蓋
- 倚天中文系統